# رامگانج مندی
رامگانج مندی (به انگلیسی: Ramganj Mandi) یک منطقهٔ مسکونی در هند است که در بخش کوتا واقع شده‌است. رامگانج مندی ۴۱٬۳۲۸ نفر جمعیت دارد و ۳۶۰ متر بالاتر از سطح دریا واقع شده‌است.